# 東京スポーツ
東京スポーツ（とうきょうスポーツ）は、東京スポーツ新聞社（とうきょうスポーツしんぶんしゃ）が発行する日本の夕刊スポーツ新聞である。略称は「東スポ」（とうスポ）。
休日は原則休刊。GWは5月2日 - 4日頃に、年末年始は12月28日頃に250円 - 300円のGW特大号並びに新春特大号（お正月特別号）がそれぞれ発売され、以後GW並びに正月三が日が過ぎるまで休刊。その誤報・ガセネタ・飛ばし記事の多さから、「飛ばしの東スポ」の異名を取る。

## 概要
明治時代に東京で創刊した老舗の大衆紙『やまと新聞』の流れを汲む（その後身で帝都日日新聞から改題した現存のやまと新聞の系譜も含む）。同紙最後のオーナーで暴力団からプロレス界まで幅広く顔が利いた右翼の児玉誉士夫がそのままオーナーとなり、初代社長には大映社長で児玉と親交があった永田雅一が就任。児玉の死後は元側近太刀川恒夫が社長になった（2025年2月に死去）。そうした経緯から、概ね保守的・右派的な論調を持っている。日付欄は「平成○○年（20○○年）」のように元号（西暦）と表記している。
東スポは、創刊当時からプロレスを大きく扱っており、他に競馬・性風俗関係の記事に強い。

かつては東京都中央区築地の日刊スポーツ新聞社東京本社内に本社・編集局を構え、印刷も同所にある日刊スポーツ印刷社（現・日刊スポーツPRESS）で行われていたが、1988年（昭和63年）6月、旧やまと新聞創刊時の版元日報社の後身毎日新聞グループと提携。毎日の印刷子会社東日印刷が東京都江東区越中島に新築した本社ビルへ移転、印刷委託先も東日印刷に切り替えた。北海道発売分に関しては、2009年6月29日から、北海道北広島市の毎日新聞北海道センターでの現地印刷へ切り替えられたものの、2017年12月28日分をもって北海道における現地印刷や販売は終了した。

### 販売価格
・2008年11月5日号（11月4日発行）から、1部売りが120円から130円
・2014年4月2日号（4月1日発行）からは130円から140円に
・2019年5月21日号（5月20日発行）からは140円から150円に
・2021年9月28日号（9月27日発行）からは150円から160円に
・2023年4月4日号（4月3日発行）からは160円から180円に
・2024年4月6日付（4月5日発行）より、毎週金・土曜日（および祝日の3日間開催前日の日曜日）夕刊で発行する中央競馬の枠順確定紙面（『競馬特別版』）に限り180円から250円に値上げすると発表した。同時に電子版については全曜日、10円安い価格設定になった。なお、九州スポーツは朝刊で発行するため、中央競馬の枠順確定を掲載した紙面が読者に届くのが全域で開催当日の朝となる。このため『競馬特別版』を『競馬ワイド紙面』に改題し、通常通りの価格（160円）で販売する。これに対し、東スポ・大スポの『競馬特別版』は、配送の関係上開催当日朝の売り出しとなる地域であっても、1部売り価格は250円で変わらない。

## 紙面

### プロレスの東スポ
1980年代半ばまでは、赤い見出しとインクで手が汚れるプロレス新聞として知られたが、1面に来るのはたいてい男子プロレスの記事だった。女子プロレスは最大手興行団体の全日本女子プロレスがデイリースポーツ（神戸新聞社）の支援を受けていたこともあり東スポでは1990年代中頃まで扱っていなかった。

男子プロレスが新日本プロレス、全日本プロレス、国際プロレスの3団体だった時代には、「プロレスのテレビ中継は東スポが独占しろ」の社命のもと、キャップの桜井康雄がテレビ朝日『ワールドプロレスリング』、デスクの山田隆が日本テレビ『全日本プロレス中継』、記者の門馬忠雄が東京12チャンネル（現：テレビ東京）『国際プロレスアワー』の解説をそれぞれ担当。これにより東スポはプロレス報道最大手の地位を確立し、競合紙の『スポーツ毎夕』（旧・萬朝報→東京毎夕新聞）を廃刊に追い込んだ。
1974年（昭和49年）にはプロボクシングの表彰制度に倣って男子3団体の発展に貢献した人物を表彰し、年間最高試合を決めるプロレス大賞を設けた。

東京スポーツにおいてプロレス記事が多い理由は、夕刊紙であるが故に、野球などの記事での試合速報は他社と勝負にならないことと、プロレスは八百長疑惑もあり、デイリー以外の朝刊スポーツ紙が扱わなかったためであった。その後「紫色のにくい奴」「リングを染める鮮血の赤から、王者の風格のパープルへ」をキャッチフレーズに、青紫の見出しの紙面に刷新。

1986年、元横綱の輪島大士が全日プロ入りすると同時に、東スポが印刷を委託していた日刊スポーツも「バトル面」を設け、プロレス報道に新規参入。東スポの優位性は低下した。 

1988年、全日本プロレスや新日本プロレスがゴールデンタイムの中継から撤退するなどしてプロレスがマイナー化すると、芸能ゴシップなどが1面に掲載されることが多くなる。

全女の経営が傾きかけた1995年（平成7年）以降、プロレス大賞に女子の部が設けられるなど、東スポの女子プロレスに対する扱いも変化してきている。しかし、2000年代には女子プロレスという種目そのものの衰退に伴い、最高賞である「女子プロレス大賞」が5年連続で該当者なしとなる等問題も抱えている。

### 競馬トウスポ
競馬に関しては、1970年代から80年代に本紙の特別版としてレースポの名前で独立して発行したこともあるなど古くから充実した内容を誇る。

多様な競馬コンテンツは定評があり、紙面の構成が競馬中心になる週末は平日の4倍の部数が売れている。 独立発行が取りやめられた後も『競馬トウスポ（ダイスポ）』の名前で抜き取って使えるように設計されている。中央競馬の全レース（最大36レース）の馬柱が掲載され、それを掲載する開催前日付けは競馬面に限って、かつては競馬専門紙に準ずるやや上質な紙を使用していた（現在は他の紙面同様の普通新聞紙）。月曜や祝日の翌日に開催される場合、通常は夕刊フジ・日刊ゲンダイと共に休刊する日曜・祝日にも発行する（1部売り価格は金曜日・土曜日と同じ250円）。地方競馬やそれ以外の公営競技についても、ナイター競走中心に予想を掲載することがある。
また、放送系メディアで行われる競馬中継にも古くから解説者を派遣する。テレビ東京・BSテレ東『土曜競馬中継』→『ウイニング競馬』では1970年（昭和45年）のスタート当初から、ラジオ日本『土曜競馬実況中継』は2020年9月12日から、東スポ・大スポの競馬担当記者がレギュラー出演。他にラジオNIKKEI『中央競馬実況中継』にも不定期に記者を出演させている。
前述の通り2024年4月6日付（4月5日夕刊）から、土・日曜付け（金・土曜発売の夕刊。及び祝日が含まれた3日間開催実施日の月曜付け・日曜夕刊）を『競馬特別版』と銘打ち、1部売りを250円に値上げした。これに伴い、中央競馬で1日に開催される最大36レースすべてについて専門紙並みの情報量を網羅した内容に一新された。
なお出馬表は同じくS･Tビルに本社を置くスポニチと同一の構成で、東日印刷が制作する。

### 飛ばしの東スポ
1991年4月、ビートたけしが客員編集長に就いてからは、浅草キッドから「日付以外は全て誤報」と言われるほど娯楽性を重視しており、「“ガセ”」「飛ばしの東スポ」という異名も持つ。TBSテレビの長寿番組『アッコにおまかせ!』では「“エキサイト新聞”東スポ」と称される。しかし、2000年代に日本人アスリートの海外進出が本格化するにあたり、時差の関係上日本のスポーツ紙の中で最も早く国外スポーツの試合結果を伝えられるケースが多いという特性を生かし、野球のメジャーリーグ・ゴルフのPGAツアー・欧州各国のサッカーリーグなど欧米のスポーツに関する記事に力を入れるようになっており、娯楽性の強いゴシップ記事は減少傾向にある。
「プレスリー生きていた?」「マドンナ痔だった?」「落合家チンポ丸出し放送」「人面魚重体脱す」「フセイン米軍にインキン大作戦」「ダイアナ大胆乳」「ネッシー出産」「プロレス初 小橋ゲーセン突入特訓」「象じゃない ネッシー怒る」「地球の電気を泥棒か 電線に止まったUFO」「ツチノコ発見」「SMAP解散か」「前田敦子ヌード写真集」「衝撃妖精写真初公開 15センチおじさん」「今井絵理子議員ノーパン疑惑」など、1面の奇抜な見出しが特徴である。これらの見出しの下には小さく「?」「か」「も」「説」「絶叫」などの語句・記号が書かれ濁されていることが多いが、そうした見出しに関しては、売店や新聞スタンドに陳列されている状態や折りたたんである状態では見えないよう、紙面のレイアウトが計算されている。海外宇宙人やクリエーチャーの記事のほとんどはウィークリー・ワールド・ニューズからの流用であった。
なお、九州スポーツは朝刊であるため、みなと山口合同新聞社に編集委託をしていた期間は西鉄ライオンズ→福岡ソフトバンクホークス（前身・後身球団含む）の話題を中心に、一般スポーツニュースを1面に持ってくることが多かったが、大阪スポーツ（高速オフセット堺工場）への委託以後は、他の各地域版と同じように、飛ばし記事を載せる傾向が増えている。

#### 飛ばしの実例
- 1969年（昭和44年）1月、グレート東郷の日本再進出に際し日本教育テレビ（NET。全国朝日放送を経て現・テレビ朝日）が、設立予定だった新団体（ナショナル・レスリング・エンタープライズ）の興行中継を放送することを計画していたが、日本プロ・レスリング興業（旧日プロ）社長永田貞雄と専務遠藤幸吉が計画を阻止する為、東スポに飛ばし記事の掲載を依頼した。その後東スポは「ルー・テーズが極秘来日」（実際には1969年は一度も来日せず）などの飛ばし記事を掲載し東郷の計画を妨害した結果、同年7月からNETで旧日プロの興行中継『NETワールドプロレスリング』がスタート。アントニオ猪木と坂口征二が同番組の看板レスラーとして送り込まれ、2人は後にNETと佐川急便創業者佐川清の支援で新日本プロレスを旗揚げするにまで至った[27]。
- 2002年10月24日付の一面トップで「岩手県遠野市で河童が発見された」と写真付きで報道[11]。のちに日本テレビの『電波少年に毛が生えた』の企画でタレントが扮装していたものと判明した。これが引き金となり、「電波少年」は2003年（平成15年）1月限りで打ち切られた。
- 2007年5月、「一部で噂となっていた辻希美と杉浦太陽の交際が破局した」という記事を載せたが、その数日後にできちゃった結婚が発覚した。
- 2007年度『東京スポーツ映画大賞』において「ビートたけしのエンターテインメント賞・話題賞」をダウンタウンの松本人志が受賞した折、同イベントに出席した松本は、「以前、（東スポの記事で）『松本、吉本解雇!』って書かれてたんですけどね…」と、過去の飛ばし記事をネタにし、聴衆の笑いを誘っていた。
- 2019年5月20日付の電子版で「ZOZO創業者前澤友作が月旅行を取りやめる」という記事を掲載したが、本人がTwitterで否定、記事の見出しについても抗議したため、タイトルを変更した[28][29]。更に同日付の電子版で「元HKT48の指原莉乃がAKBグループの運営幹部に就任する」という別記事を掲載したが[30]、指原も同様にTwitterで否定した[31][32]。

#### 裁判
- ロス疑惑で注目された三浦和義から、「三浦和義差し入れ品横流しで特別待遇」という見出しで、三浦が拘置所で差入れの菓子を看守にばれないように他の収容者に与えたという梨元勝文責の記事（1986年3月25日付）について、梨元とともに名誉毀損で300万円の慰謝料を求めて訴えられた際に、1992年（平成4年）9月24日、一審の東京地裁判決は、「被告梨元のリポート記事の類は、社会的事象を専ら読者の世俗的関心を引くようにおもしろおかしく書き立てるものであり、東京スポーツの本件記事欄もそのような記事を掲載するものであるとの世人の評価が定着しているものであって、読者は右欄の記事を真実であるかどうかなどには関心がなく、専ら通俗的な興味をそそる娯楽記事として一読しているのが衆人の認めるところである。そして、真摯な社会生活の営みによって得られる人の社会的評価は、このような新聞記事の類によってはいささかも揺らぐものでないことも、また経験則のよく教えるところである。したがって、このような評価の記事欄に前記のような内容の記事が掲載されたからといって、当時の原告が置かれていた状況を合わせ考慮すると、記事内容が真実であるかどうかを検討するまでもなく、原告の社会的地位、名誉を毀損し、あるいは低下させるようなものと認めることは到底できないものというべきである。もっとも、本件記事が名誉毀損にわたるものではないとしても、思わせぶりな前記見出しの掲げ方とともに、被告らにおもしろおかしく前記のような記事として取り上げられたこと自体が、原告にとって不快なものであろうことは推認できないではない。しかし、当時の原告の置かれた状況並びに世人から寄せられていた関心の高さと、その性質及びそのような関心を寄せられたとしてもやむを得ない状況にあったこと、右記事から既に六年以上が経過し、右記事自体の陳腐さが明らかであること等の諸事情に照らすと、右記事の掲載に損害賠償をもってするほどの違法があるものとも認められない」と判示して三浦の請求を棄却した。
しかし三浦が控訴し、1993年（平成5年）8月31日、二審の東京高裁判決は、「被控訴人梨元の執筆する芸能リポート記事が通俗的な興味をそそる娯楽性の高いものであること等の事情によつて右結論が左右されるとは考えられない」と、三浦の請求を認めて（慰謝料10万円）確定したため、結局は東京スポーツ側が敗訴した。この二審では、判決公判において裁判長が「報道機関が自ら『記事を信用する人間はいない』と主張することは、報道機関としての存在そのものを自ら否定していることに他ならない」と、出席した東スポ関係者に説教する一幕もあった[33]。

- 1990年9月、元地方競馬の騎手で当時は日本から離れシンガポール競馬で活躍していた道川満彦について、「現地で八百長行為に関与している」という記事を掲載。道川は「全くの事実無根である」として、東スポを相手取り名誉毀損による損害賠償を求め訴訟を起こし、1992年に勝訴して自身の潔白を証明した。しかし、この東スポの記事が主な原因となり、道川はイメージ悪化による騎乗機会の逸失など、その後のホースマンとしての人生が暗転してしまう程の大きなダメージを被った。

- 2005年に全日本プロレスが当時参戦していたケンドー・カシンこと石澤常光に対し世界タッグ王座ベルト返還を求める民事訴訟を起こしたが、このとき全日本側は証拠品として本紙紙面を提出。石澤は不定期の人生相談コーナーを持つなど東スポ紙面に数多く登場しており、石澤が問題のベルトを所持していること、全日本を中傷する言動を繰り返していること等の証拠とされた。しかし裁判長は本紙の記事について証拠能力を認定せず。訴訟自体も石澤がベルトを全日本側に着払いで送りつけ、やはり東スポ上で終結宣言を発したのを最後に、うやむやのうちに取り下げられた。
- 2020年7月に掲載されたウェブ記事が原因で名誉を傷つけられたとして、俳優が東京スポーツ新聞社に対して損害賠償を求めた裁判で、東京地方裁判所は俳優（原告）の主張を認め、本社に165万円の支払いを命じる判決を2023年3月に出した。なお、原告側は該当記事がYahoo!ニュースにも掲載されたとして、同サイトを運営しているヤフーにも損害賠償を求めていたが、東京地裁は記事が東京スポーツによる操作で自動的にYahoo!ニュースに掲載された事情を踏まえ、ヤフーの賠償責任を認めなかった[34][35]。

なお、梨元勝によれば、自らが寄稿した新聞・雑誌記事の信憑性を巡る損害賠償請求訴訟で敗訴した場合には、「通常なら損害賠償の全額を（記事を掲載した）会社側が支払ってくれるが、東スポは好きなことを書かせてくれる代わりに折半で負担させられる」システムになっているという。こういった点からも、記事の内容について、よく言えば執筆者の自主性を重んじている、悪く言えば面白半分の信憑性の乏しい記事でも執筆者任せで最低限のチェック機能しか置いておらず、刺激的な飛ばし記事を繰り出してでも販売部数を優先する、東スポのスタイルを窺い知ることができる。

### スクープ
ゴシップ系記事や芸能人の動向などにまつわる記事でも稀に事実を記載することがある。また、それが大きなスクープであることも多いが、上述の様にスクープに見せかけた飛ばし記事が多い紙面体質（本当のスクープとなった場合でも、それは他メディアが「裏取り」に時間をかけているタイミングで見切り発車的に記事を掲載したことが、結果的に当たってしまっただけという部分が少なからずある）ゆえ、「東スポの記事だから」と冷淡に扱われることが多く、そのスクープが東スポ独占状態の時点では世間を騒がせることは少ない。
- 1985年4月に、当時全日本プロレス所属で、メキシコで海外遠征を行っていた越中詩郎の全日本退団をスクープした。東スポには越中が全日本に対して提出した辞表が掲載され、全日本はこれを否定し続けたが、同年8月にアジア・プロレス所属の形で新日本プロレスへ移籍した。
- 1991年4月、第15代NHK会長島桂次がアメリカでの放送衛星打ち上げ失敗の際に、国会質疑で衆議院逓信委員長野中広務からその際島は何をしていたのかを問われ、島は打上げを監視していたと答弁した。しかし、実際には現場にはおらず、東スポは朝日新聞の特ダネに追随する形で同年7月「NHK島会長、愛人と海外出張」のスクープを掲載した。当時のNHKはこの記事を完全否定していたが、朝日新聞を含む他紙が後追いした結果、国会の虚偽答弁等が明らかになりその結果引責辞任した。
- 1997年にいち早くMS教団の問題と危険性を報じた[37]。
- 2003年1月にひったくりの容疑で逮捕されたプロレスラー・剛竜馬が偽名でゲイビデオに出演していたことをスクープした。剛は「自分の体で稼ぐことの何が悪いのか」とゲイビデオに出演していた事実を認めた。
- 2003年秋、総合格闘家・キックボクサーのミルコ・クロコップが母国クロアチアの総選挙にクロアチア社会民主党から出馬することを日本でいち早く報道した。その際の1面見出しは「ミルコ・クロコップ社民党から出馬」。折りしもこの年の11月9日は日本国内では第43回衆議院議員総選挙の投開票日であった。
- 2008年5月12日の1面で、サザンオールスターズの無期限活動休止をスクープした。「サザン解散か」という見出しで、「（活動休止）イコール事実上の解散ではないか」と論評する内容だった。同年5月19日に同年限りでの活動休止がサザンの所属事務所などから正式に発表された。なお、所属事務所やリーダー兼ボーカリスト桑田佳祐は解散を否定しているものの、期限を設定しない活動休止であり、そのプレスリリースを受けて少なからぬ芸能マスコミ・音楽関係者が「公式発表は休止だが、事実上の解散に等しい」とコメントするなど、東スポの記事内容が事実上追認される格好になった。しかし当のサザンは2013年6月25日に活動再開を発表し、あくまでも休止に過ぎなかったことが露になった。そもそも桑田は以前から2005年に開催した全国ツアー『みんなが好きです!』の東京ドーム公演のMCでサザンの活動について「これからもゆっくり、命ある限り続きますんでよろしくお願いします」と発言しており、休止期間を挟むことはあっても解散をしない意向を明言していた[38]。それでも桑田は本紙の姿勢に一定の評価を与えている（後述）。
- 2008年の暮れに取材でユニコーン再結成をスクープした。その後バンドは2009年に再結成を果たした。

### 番組表
東スポの場合は2018年3月まで、テレビ欄は社会面の下に掲載していた。東スポの場合、在京テレビ局の番組表のみ掲載、他の東スポ管轄エリアのテレビ局の番組表は掲載されていなかった。
大阪スポーツ（近畿圏のみ）もテレビ欄を掲載していたが、東スポと同時期に終了させている。
朝刊である九州スポーツのみ、発行日付当日の番組表を終日掲載している。中京スポーツはもとから収録していない。
東京スポーツのテレビ番組欄は、発行日当日と翌日のそれぞれ18時から深夜までの番組を掲載していた。
- フルサイズ…NHK総合、日本テレビ、テレビ朝日、TBSテレビ、テレビ東京、フジテレビ
- ハーフサイズ…TOKYO MX1、NHK BS1、WOWOWプライム、BSスカパー!、日本映画専門チャンネル、釣りビジョン、ファミリー劇場

過去にはtvk、チバテレ、テレ玉の番組欄も掲載されていた。

### コラボレーション
- 2006年にはソフト・オン・デマンドと共同で、アダルトビデオ日本一を決めるコンテストとして『AV OPEN〜あなたが決める!セルアダルトビデオ日本一決定戦〜』をスタートさせた。同イベントは不祥事などの影響により、2007年をもって一旦終了しているが、2014年 - 2018年にかけて復活した（ただし復活後は東スポは開催に関与していない）。
- 2009年5月には関東のコンビニチェーン・セーブオンとタイアップし、セーブオンの店舗で缶コーヒー『東スポ 宇宙人からの「甘い誘惑コーヒー」』と『東スポ ビッグフットの足型大盛のり弁当』の2種類の商品が発売された。特に缶コーヒーは、缶の表面のデザインが東スポの1面を思わせるものとなっている[39]。
- 2010年12月にはハローキティとのコラボレーションでTシャツと根付を発売した。「ハローキティは宇宙から来た！」という見出しが一面の東スポをキティ自身が読んでいるというデザインになっている[40]。
- 2015年4月には金沢カレーで有名なゴーゴーカレーとタイアップし、ゴーゴーカレーの店舗でコラボレーションメニューである「UFO襲来カレー」を発売した。目玉焼きの部分がUFOを、ウインナーの部分が宇宙人をそれぞれ模している[41]。

### 物販強化
2022年、社員350人のうち約80人が退社した中、生き残りをかけて物販強化に取り組んでいる。

#### 2021年
- 9月に栃木県宇都宮市に本社がある大和フーズとタイアップし、大和フーズとその子会社である南京軒食品で「東スポニンニクマシマシ餃子」を発売した。食材には青森県産のニンニクを使用している[43][44][45]。

#### 2022年
- 4月に『やけくそTシャツ』を発売[46]。また、1962年4月16日にオープンし、2022年に60周年を迎えた後楽園ホールを記念して『後楽園ホール60th 還暦祭 記念Tシャツ』を発売した[47]。

### ウェブサイト
- ウェブサイト「東スポWEB」は他社と異なり新聞記事そのものは掲載せず、独自の連載コラムで構成されていたが、2015年のリニューアルより、コラムや特集記事を除き紙面記事の掲載、配信がなされている。
- アダルト面（男セン面）は別サイト「東スポ裏通りWEB」が設けられ配信されていたが、2019年7月1日、「URA STREET WEB(裏通りWEB)」としてリニューアルした[48]。
- 2014年には求人情報サイトとして「東スポ求人」をオープン。大日本プロレスが「東スポ求人」上で練習生を募集するなど、ユニークな求人を掲載することで話題となったが[49]、2023年時点では既にサービスを終了している。
- 2021年9月、有料競馬情報サイトとして「東スポ競馬」をオープンした。

### その他
- 日付欄は「令和○○年（20○○年）」のように元号（西暦）と表記している。[注 27]
- 東京スポーツ新聞社は、前身となった新夕刊の創刊にも関わった右翼の大番頭児玉誉士夫が所有していた。現会長太刀川恒夫は児玉の側近である。
- ケネディ大統領暗殺事件の際、他の新聞全てでこのニュースが1面に掲載された中、唯一「ブラッシー血だるま」を1面に掲載した、という都市伝説が存在する（実際の日本時間11月24日付紙面見出しは「力道不覚！新兵器も不発」であった。とはいえ、話題が他社とずれていることには変わりない）[50]。なお、この都市伝説については東スポ自身による考察[51]も参照のこと。
- 「1989年の昭和天皇崩御の翌日の1面は『ブッチャー流血』だった」という都市伝説もあったが、実際には1月8日付紙面の1面は他紙と同じく昭和天皇崩御を扱っている[52]。
- 1994年にアイルトン・セナが事故死した際の1面は前日の新日本プロレス福岡ドーム大会で行われたアントニオ猪木 vs グレート・ムタであった。
- 1994年に日本テレビ『進め!電波少年』で松村邦洋の隠し子を探すという企画を行ったが、宛先は日テレではなく東スポだった。
- 1995年の阪神大震災翌日の1面は、「ベイダー、オブライトに圧勝」だった。
- 2005年にロンドン同時爆破事件が発生した際の翌日の1面は「健想WWE解雇」だった。
- 2000年のシドニーオリンピックの現地取材の際は、「東京スポーツ」という首都名を冠した名称のためか、現地関係者に「日本の一流スポーツ新聞」と勘違いされ、他紙よりも好待遇を受けた（※欧米系諸国では首都名は国の中央政府を意味することがある。例：ワシントン＝米国連邦政府）。
- 2006年にマイケル・ジャクソンが8年ぶりに訪日した際、取材拒否された。東スポでは以前に「マイケル、まだらチンポ」との見出しで「本人曰くマイケルは『色素が抜ける病気』なので、男性器も黒と白のまだらになっているという『信頼できる筋』からの情報がある」という内容の記事を掲載したことがある。
- 2010年4月2日付（4月1日発行） 東スポの創刊50周年記念として、中面に東スポ第1号の1面（プロ野球の開幕をテーマにした記事）を復刻コピーした紙面を掲載した。
- 東京スポーツの運動部記者は、スーツ姿で取材することが多いという。理由は、「選手がユニフォームという正装を着ているのだから、記者も正装すべき」という考えによるものだという[53]。
- 2011年6月、全日本プロレス所属だった平井伸和の事故に関する報道を一面で取り上げたが、当時の全日プロ社長武藤敬司に批判され一時取材拒否を受ける[54]。
- 前述のサザンに関する記事も含め、何度か東スポにデマを流された一人である桑田佳祐は、2017年に発売されたアルバム『がらくた』初回限定盤A・B・C特典「がらくたノート」で、前述した他社と話題がずれている見出しを「東スポ頑張れ!」「アナタ、いや御社だけは決してブレなかった」「東スポサイコー!!」と半ば冗談めいた形で絶賛している[55]。
- 全盛期に当たる1990年代には業績が好調で、ゴルフ場の買収やマンションへの投資にも手を広げていたほか、全社員に対して年に4回ボーナスを支給。当時は入社2年目の社員の年収が1,200万円に達していたが、後に新聞業界全体の市場規模が縮小へ転じたにもかかわらず、デジタル媒体の展開で他紙に大きく遅れを取った。2019年の5月決算では、純利益で約20億円の赤字を計上したことや、総資産の簿価が約65億円程度にとどまることを公表。デジタル媒体の展開に本腰を入れ始めた2020年には、デジタル事業部門の売上が前年から3倍以上増えたものの、紙媒体としては年頭からの新型コロナウイルスへの感染拡大の影響で売上部数が大幅に落ち込んだ。このような状況で会社が存亡の危機に瀕していることから、2021年には、全社員（約350名）の3分の1程度（100名）の人員を削減することを計画。その一環として、45 - 59歳の社員から希望退職者を募集している[56]。
- 2022年3月31日に4月1日を「東スポの日」とすることが一般社団法人日本記念日協会によって制定されたことを同日発表した。なお、4月1日はエイプリルフールであるが、東京スポーツは同紙の創刊日が記念日の由来であるとし、無関係としている[57]。
- 2025年3月27日紙面にて、人気記事「街頭淫タビュー」が1万人の金字塔を打ち立てた。初回は1996年10月1日紙面。3月30日紙面27面で特集記事が組まれている。30日に渋谷で記念イベントが開催された。

## 沿革
- 1958年4月16日：国民タイムス社より『国民タイムズ』創刊（旧『やまと新聞』『新夕刊』）
- 1959年2月16日：国民タイムス新社が『国民タイムズ』を承継
- 1960年4月1日：国民タイムス新社が『国民タイムズ』を廃刊。代わりに『夕刊東京スポーツ』が創刊。号数は国民タイムスのものを継承せず、改めて第1号とした。この時の本社は、東京都港区芝浜松町1丁目にあった。
- 1962年9月：『東京スポーツ』に改題。
- 1964年5月1日：関西版である『大阪スポーツ』創刊。
- 1966年2月1日：九州版である『九州スポーツ』を朝刊で創刊。
- 1968年3月1日：中京版である『中京スポーツ』を創刊すると同時に、全国紙体制を確立。
- 1988年8月：現在の東京・越中島に本社を移転（社屋はスポーツニッポン新聞社と同じ場所）。
- 2008年11月5日号（11月4日発行）：1部売りが120円から130円に値上げ。
- 2009年6月29日：北海道で『東京スポーツ』の現地印刷を開始
- 2010年
  - 2月11日より、『東京スポーツ』・『中京スポーツ』が祝日も休刊となる（中央競馬確定時と重なった場合は特別に発行）。GW特別号の発行開始（これに伴いGW期間中は休刊）。
  - 4月1日：東京スポーツ創刊50周年。
- 2014年4月2日号（4月1日発行）：1部売りが130円から140円に値上げ。
- 2017年12月28日：この日をもって北海道から撤退。2018年の新春特大号以降は北海道を除く46都府県での発行となる。
- 2019年5月21日号（5月20日発行）：1部売りが140円から150円に値上げ。
- 2020年
  - 4月24日：e-SHINBUNにおいて、電子版の発行を開始。
  - 6月1日：株式会社東スポ企画と株式会社ニッコウを吸収合併。
- 2021年
  - 3月：45〜59歳の社員を対象に100名規模の希望退職を実施。募集締め切りは5月14日、退職期日は6月末とした[58]。
  - 9月28日号（9月27日発行）：1部売りが150円から160円に値上げ。
- 2022年3月31日：創刊記念日である4月1日を「東スポの日」とすることが一般社団法人日本記念日協会によって制定されたことをこの日発表[57]。
- 2023年4月4日号（4月3日発行）：1部売りが160円から180円に値上げ。
- 2024年4月6日付（4月5日発行）：毎週金・土曜日（および祝日の3日間開催前日の日曜日）夕刊で発行する『競馬特別版』に限り180円から250円に値上げ。
- 2025年（令和7年）
  - 1月24日 この日の発行分より、日本競馬新聞協会加盟紙が本紙・日刊ゲンダイ・夕刊フジの共同配送体系に参加。
  - 1月31日 この日の発行号をもって夕刊フジが休刊。首都圏で発売される夕刊娯楽紙は本紙とゲンダイの2紙となる。

### 歴代社長
|       | 在任期間               | 氏名       |
| ----- | ---------------------- | ---------- |
| 初代  | 1960年 - 1984年？      | 永田雅一   |
| 2代目 | 1984年？ - 1990年      |            |
| 3代目 | 1990年 - 2007年        | 太刀川恒夫 |
| 4代目 | 2007年 - 2012年9月     | 江幡幸伸   |
| 5代目 | 2012年10月 - 2023年9月 | 酒井修     |
| 6代目 | 2023年10月 -           | 平鍋幸治   |

## 発行地域
発行する地域によって題字が異なる。朝刊で発行されている九州以外、夕刊紙ながら、配送の事情により、他の朝刊紙とともに翌朝に扱い店の店頭で販売されている地域もあるほか、境界付近では異なる地域の東スポ系新聞が併売される場合もある。
特に東北は、他のスポーツ紙が現地印刷を始める中、配送距離が東スポ本社から600km以上の地域があるなど、スポーツ紙の配送体系では異例の長距離配送となっている。ちなみに、中京スポーツ・大阪スポーツ・九州スポーツの発行範囲は、印刷工場からの輸送距離が500km以内にほぼ収まっている。
東京スポーツ
関東地方、静岡県（西部を除く）、山梨県、長野県（南西部を除く）、新潟県、東北地方
中京スポーツ
東海3県（三重県伊賀地方と熊野市以南の東紀州地方を除く）、静岡県西部地区（主に浜松市周辺）、長野県南西部、滋賀県湖東・湖北地方、北陸地方
大阪スポーツ
近畿地方（三重県伊賀地方と熊野市以南の東紀州地方を含む、滋賀県湖東・湖北地方を除く）、中国地方（山口県と広島県安芸地方、島根県石見地方を除く）、四国
九州スポーツ（朝刊で発行）
九州、南西諸島、山口県、広島県安芸地方、島根県石見地方
東京スポーツの1面題字下には2007年秋から「TOKYO SPORTS PRESS」という英字表記が付くようになった。中京スポーツ、大阪スポーツ、九州スポーツの題字下には、英字表記ではなく「東京スポーツグループ」と表記されている。
宅配に関しては、一部地域は宅配を行っておらず、これらの地域では駅売店やコンビニなどにおける即売のみとなっている。月極申込もかつては本社が直接行っていたが、現在は発行地域別に東スポ・中京スポ・大スポ・九スポに直接申込む形をとっている。東スポはかつては夜間における電話受付は編集部が担当していたが、現在は販売部が日中のみ受付を行っている。また、東スポ・中京スポ・大スポは2ヶ月以内、九スポは1ヶ月以内のバックナンバーも扱っている。
電子版は東京スポーツのみの配信となり、他の系列3紙（中京スポーツ、大阪スポーツ、九州スポーツ）は配信されず、休刊日も東京スポーツに準ずる。また、那覇空港内のコンビニや売店などで、発行日当日に東京から空輸されたのを販売している。なお、輸送コストがかかるため、他地域の販売価格に50円加算となる。
2020年9月5日までは、セブン-イレブン限定で、発行日の翌日にマルチコピー機で発売する4ページのモノクロ要約版「東京スポーツセレクト」を1部350円で発売していた。
前述のとおり、販売から撤退した北海道では、かつては系列紙「北海道スポーツ」も存在した（道新スポーツとは関係がない）。以前は東京から輸送していたが、2009年6月29日から2017年12月28日まで、北広島市の毎日新聞北海道センター（毎日新聞・スポーツニッポンの印刷工場）で東スポの現地印刷を行っていた。北海道印刷分も公営競技、テレビ欄などは差し替えず、東京のものをそのまま掲載していた。北海道における現地印刷開始後も宅配は行っていなかったため、駅売店やコンビニなどにおける即売のみとなっており、札幌都市圏・石狩振興局管内では発行当日、それ以外の地域では翌朝の販売となっていた。2017年12月28日号（札幌都市圏・石狩振興局管内は当日発売分、その他の地域は29日発売分）をもって北海道での販売を終了した。販売終了の理由として「現地印刷を機にファンが拡大したものの、印刷費用が想定以上に多くかかってしまった」としている。電子版や郵送での定期購読ではその後も入手可能だが、2023年8月から北海道内のローソン限定で『競馬特別版』の中央競馬関連記事のみ抜粋したコンビニプリント版を発売している。ただし、電子版の1部売りよりも高い価格設定になっている。2025年2月から中央競馬開催日前日の札幌市中央区内のセイコーマート約50店舗と中央競馬開催日のウインズ札幌において、『競馬特別版』の発売を再開した
また、2020年10月1日から静岡県では東スポ、中京スポ共に当日中の早版配送を取りやめ、最終版を翌朝に売り出す形とした。このため熱海駅以遠JR東海管内の東海道本線主要駅と伊東線伊東駅の構内売店では東スポの販売自体が終了した。

### 創刊年月日
- 東京スポーツ：1960年4月1日
- 大阪スポーツ：1964年5月1日
- 九州スポーツ：1966年2月1日
- 中京スポーツ：1968年3月1日

- 東京スポーツ：1960年4月1日
- 大阪スポーツ：1964年5月1日
- 九州スポーツ：1966年2月1日
- 中京スポーツ：1968年3月1日

## 事業所・印刷工場
東スポ系地域スポーツ紙は、営業・販売部門の事務所（支社）を大阪・名古屋・福岡に置き、中京スポを除く各紙の印刷をその地域の毎日新聞系工場に委託する。2022年4月までに大スポ・中京スポ・九スポの紙面（各販売エリア内の公営競技面や地域情報面等）を東京本社で一括して編集・制作する再編を行った。
- 東京スポーツ（本社） - 東京都江東区越中島2-1-30 S・Tビル4-6階（印刷は同居している東日印刷へ委託）
- 大阪スポーツ（関西支社） - 大阪府大阪市北区梅田1-3-1 大阪駅前第1ビル4階（2022年春移転。印刷はかつて同居していた堺市堺区の高速オフセット堺工場へ委託）
- 中京スポーツ（中京支社） - 愛知県名古屋市北区金城4-3-19 中日高速オフセット印刷4階（印刷は同居している中日高速オフセット印刷へ委託）
- 九州スポーツ（九州支社） - 福岡県福岡市中央区清川1-9-19 渡辺通南ビル（印刷は佐賀県鳥栖市と北九州市小倉南区にある毎日新聞九州センターへ委託）

東京スポーツは、1988年8月に現在の東日印刷（毎日新聞グループ）に委託する前は、朝日新聞グループに属する日刊スポーツ新聞社の子会社、日刊スポーツ印刷社（現・日刊スポーツPRESS）に印刷を委託していた。
大スポは、現在の高速オフセット（毎日新聞グループ）に委託する前は、朝日新聞グループの大阪日刊スポーツ新聞社内に編集部を置き、印刷は同所にあった日刊オフセット（現・朝日プリンテック）へ委託していた。大スポの事務所（編集・広告）は大阪市北区梅田の大阪駅前第3ビルに置いていたが、東スポと毎日新聞グループとの提携関係に合わせて、堺市堺区にある毎日の印刷子会社高速オフセット堺工場ビルに移転した。
中京スポは、1992年までは編集部門が名古屋市中村区の中部経済新聞社（中部経済新聞）本社ビル（現・名古屋クロスコートタワー）にあり、印刷も同社の名古屋市中川区にあった工場で行われていたが、日刊ゲンダイ中部版の発刊と同時期に委託先を中日高速オフセット印刷（中日新聞グループ）へ切り替えた。
九スポは、2020年3月まで編集・制作部門を山口県下関市のみなと山口合同新聞社（山口新聞・みなと新聞）内に置き、印刷は同社と毎日新聞九州センターへ委託していたが、2020年4月から編集・制作を関西支社、印刷も毎日新聞九州センターへそれぞれ一本化。九州支社は営業部門のみとなって福岡市へ移転した。
2022年春、東スポグループの紙面編集を東京本社にて一括して行うため、大スポ・中京スポ・九スポの編集・制作部門を東京本社に統合・集約した（九スポは再移転）。大スポ（関西支社）は、独自の編集部（編集局関西分室。九スポの紙面編集・制作も担当）を東京本社編集局に統合・集約するなどの再編を行い、事務所も堺市堺区の高速オフセット堺工場から大阪市北区梅田の大阪駅前第1ビル4階に移転し、実質的に営業・広告部門のみとなった。なお、各傘下の地域版の現地での印刷委託は従来同様で変更はない。

### 印刷工程
2010年頃までは、中央競馬の枠順確定や、欧米のプロスポーツの結果に合わせて一日最大三版の体制が組まれていた。中央競馬の開催前日となる金曜日と土曜日は、午前10時以前に印刷され、木曜日の15時45分頃に発表された出走馬決定表を馬名のアイウエオ順に掲載した『A版』と、午前10時頃に発表された枠順・馬番号入りの確定出馬表を掲載する『B版』、そしてB版印刷完了後に入ってきたニュースを掲載した『C版』という具合であった。このため競馬開催前日には、どうしても早刷り版を並べる必要がある東京都心のごく一部の駅売店を除いて、『A版』の流通を極力絞るようにしていた。なぜなら競馬は枠順・馬番号が決まらなければ、勝馬投票券を発売することができず、ファンも同様に予想を立てられなくなるためであり、過去には出走馬決定表をそのまま確定出馬として発売してしまった専門紙『ぐりぐり◎』が創刊からわずか3週間で廃刊に追い込まれた例もある。
金曜日と土曜日発行分を『競馬特別版』と銘打った2024年4月からは、全曜日で一日一版体制に移行した。これは、『競馬特別版』を枠順未確定の状態で送り出すことはできないと判断したためで、翌日に行われる中央競馬全競走の枠順が確定した後に印刷を始める体制に改められた。

## 東京スポーツの人物

### 客員編集長
- ビートたけし - 1991年より「客員編集長」の肩書きで、月に1度、1面と最終面に直近の話題についてジョークを交えた談話を掲載（小学館『週刊ポスト』連載「世紀末毒談」→「21世紀毒談」に近い体裁）。ただし2019年以降、ほとんど紙面に登場しなくなった[65]。
- 蝶野正洋 - 2016年に大阪スポーツ並びに九州スポーツの客員編集長に就任[66]。2021年には東スポグループ全体の強化部長となった[67]。
- 田中裕二（爆笑問題） - 競馬面で2005年より「爆勝予想」（金曜）を連載中。穴狙い、またはサイン予想が大方である。また、井崎とはサイン予想絡みで対談記事が掲載されることがある。競馬以外でも、不定期に相方の太田光と、最新映画の評論を行うことがある。2021年9月には、東スポが有料の競馬情報サイト「東スポ競馬」を開設したのに伴い、同サイトの客員編集長に就任した[68]。

### 所属記者
- ありとみあけみ - 文化部ニューヨーク駐在通信員。海外ゴシップ記事を担当。
- 河合成和 - 現編集局長。レース部で中央競馬を担当後、2023年9月より執行役員レース統括本部長を経て現職。

#### 競馬担当記者
- 荒井敏彦 - ラジオNIKKEI『中央競馬実況中継』（第2放送・不定期）解説者を歴任。
- 江川佳孝 - 『東スポ競馬LIVE』担当。
- 栗栖歩乃花 - 2024年（令和6年）入社。三嶋の部下として美浦厩舎取材を担当、東スポ競馬LIVEに出演。
- 虎石晃 - 2020年1月から2024年3月までテレビ東京『ウイニング競馬』実況席解説を歴任。家庭の事情で京都府へ移住のため、番組を退任したが紙面コラム『馬券野郎』『競馬戦記』は継続。
- 紺野真 - 1981年（昭和56年）入社。渡辺薫が本紙の時代に紙面コラム『魔球攻め』で鳴らす。現在は東京・越中島の本社で編集担当。
- 菅原功 - 元ホースニュース・馬（中央・関東版）編集長。馬社倒産・廃刊と同時に井﨑脩五郎に連れて移籍。
- 立川敬太 - BS11『BSイレブン競馬中継』（土曜）スタジオ解説。2021年10月30日よりラジオ日本（土曜1部・不定期）メイン解説に着任。
- 舘林勲 - 東日本主場本紙予想担当。2020年9月19日よりラジオ日本（土曜1部・不定期）メイン解説に着任。
- 藤井真俊 - 2009年リアルスポーツから移籍。2019年よりBSイレブン（土日とも・スタジオ解説準レギュラー）、2020年9月12日よりラジオ日本（土曜1部・メイン解説レギュラー）に着任。紙面コラム『ザ・飲ンフィクション』を担当。
- 三嶋まりえ - 2022年日刊スポーツから移籍。 同年10月29日よりラジオ日本（土曜1部・不定期）、2024年4月6日より『ウイニング競馬』レギュラー解説者に着任。紙面コラム『ニッコニコ馬券』の他、週刊実話で『推し活馬券』も担当。
- 溝口拓也 - 1992年（平成4年）入社。運動部でプロ野球（巨人）を担当し「松井秀喜＝AV」のイメージを決定づけた。河合の編集局長昇格に伴い、入れ替わる形でレース部長就任。
- 山河浩 - 1995年（平成7年）入社。2023年1月28日よりラジオ日本（土曜1部・不定期）メイン解説に着任。紙面コラム『山河の一撃』では馬単攻略を重視している。

### 出身者
- 明石尚典 - レース部で中央競馬を担当。ラジオ日本『競馬実況中継』（日曜2部・「万券請負人」コーナー）を歴任。2024年日刊スポーツ大阪本社に移籍。
- 秋田麻子 - レース部で競輪を担当。スポーツ紙では初の女性競輪担当記者。2021年に産経新聞社に移籍し、夕刊フジ→サンケイスポーツ東京本社で引き続き競輪を担当。
- 井馬宏 - レース部で中央競馬を担当。レースポが独立紙の時代から続いた看板紙面コラム『井馬宏にまかせろ』で知られ、東京12チャンネル『土曜競馬中継』初代解説を歴任。2000年死去。
- 江尻良文 - 1972年（昭和47年）入社。運動部でプロ野球（東映→巨人）を担当。1992年に産経新聞社に移籍し、サンスポ東京本社デスク→夕刊フジ編集委員を歴任。2021年死去。
- KUSHIDA - 専修大学在学中に編集局でアルバイト。正社員登用の内定を断ってプロレスラーの道に進み、新日本プロレス・WWE・TNAで活動。
- 酒井修 - 1986年（昭和61年）入社。関西支社レース部を振り出しに運動部でプロ野球（阪神）を担当後、2009年に編集局長。2012年に代表取締役社長。2023年9月の株主総会で社長を退任した。
- 桜井康雄 - 1961年（昭和36年）入社。第二運動部でプロレスを担当。テレビ朝日『ワールドプロレスリング』解説者、第二運動部長を経て常勤取締役編集局長。原康史のペンネームで『激録シリーズ』[注 30]を長期連載した。2017年死去。
- 塩崎利雄 - 1966年（昭和41年）入社。レース部で中央競馬を担当後、1982年にケイシュウNEWSへ移籍。ラジオ日本（土曜1部→日曜2部）メイン解説を歴任。また競合の日刊ゲンダイで『止まり木ブルース』を連載。
- 柴田惣一 - 1982年（昭和57年）入社。第二運動部でプロレスを担当。ワールドプロレスリング解説者、第二運動部長を経て東スポWeb編集長、および顧問を歴任。2015年に早期退職し独立。
- 澁谷果歩 - 2013年（平成25年）入社。運動部でプロ野球担当後、2014年11月にAV女優へ転向。その後政治の道に進み、AV新法に基づく元女優の権利を擁護する活動を展開。
- ストロング小林 - プロレスラー。1974年に国際プロレスを離脱後、新日本プロレスに移籍するまで1年余りの間東スポ所属選手として活動した。2021年死去。
- 高木圭介 - 1993年（平成5年）入社。第二運動部でプロレス・アマレス・総合格闘技などを担当。2014年に早期退職し独立。
- 高橋三千綱 - 1973年（昭和48年）入社。文化部で各種記事を担当。第17回群像新人文学賞当選をきっかけに作家活動に専念するため退社。2021年死去。
- 太刀川恒夫 - 2023年9月まで代表取締役会長。退任後は名誉会長を経て、2025年2月13日死去。
- 田沼亨 - 1981年（昭和56年）入社。レース部で中央競馬を担当、『土曜競馬中継』→『ウイニング競馬』、『BS11競馬中継』解説を歴任。2014年に早期退職し独立、同時に東京中日スポーツと契約。
- 松井中央 - 2004年（平成16年）入社。広告部でデザイナーを経て、2019年からレース部で中央競馬を担当。ラジオ日本（土曜1部）で藤井の代理を務めたのをきっかけに報知新聞社へ移籍し、現スポーツ報知地方競馬担当デスク。
- 三木和夫 - レース部で中央競馬を担当。田沼の前任として1995年（平成7年）まで『土曜競馬中継』に出演。
- 門馬忠雄 - 1962年（昭和37年）入社。第二運動部でプロレスを担当。『国際プロレスアワー』解説者を歴任。1986年に早期退職し独立。
- 山田隆 - 国民タイムズ時代の1959年（昭和34年）入社。第二運動部でプロレスを担当、日テレ『日本プロレス中継』→『全日本プロレス中継』解説者を歴任。1998年死去。
- 渡辺薫 - 1972年（昭和47年）入社。レース部で中央競馬を担当。1985年から2010年まで東日本主場本紙予想。本紙を舘林に交代した後もコラム『馬匠の決断』を持ち予想活動を継続したが、数え年喜寿に達したため2024年4月の『競馬特別版』発刊と同時に活動縮小。2025年1月31日、美浦トレーニングセンター内で倒れそのまま死去[69]（76歳没）。

### 現在の寄稿者

#### 野球関連
- 伊勢孝夫 - 野球評論家（2016年 - ）[注 31]「新IDアナライザー」を担当。
- 伊原春樹 - 元埼玉西武ライオンズ監督→専属野球評論家（2015年 - ）[注 32]「新・鬼の手帳」を担当。
- 宇野勝 - 元中日ドラゴンズ→野球評論家（2014年 - ）[注 33]「フルスイングの掟」を担当。メ〜テレ・DAZN解説者兼
- 遠藤一彦 - 元横浜大洋ホエールズ→野球評論家（2015年 - ）[注 34]「ここが違う」を担当。tvk『ベイスターズ熱烈LIVE』解説者兼
- 大下剛史 - 専属野球評論家[注 35]「熱血球論」を担当。
- 大友進 - 野球評論家[注 36] 「一球友魂」を担当。
- 得津高宏 - 野球評論家[注 37]
- 前田幸長  - 野球評論家（2014年 - ）[注 38]「直球勝負」を担当。九州朝日放送（KBCテレビ・KBCラジオ）・J SPORTS・ニッポン放送『ショウアップナイター』解説者兼
- 加藤伸一 - 野球評論家 (2017年 - ) [注 39]「インサイドアウトロー」を担当。TOKYO MX・スポーツライブ+解説者兼
- 金村暁 - 野球評論家 (2023年 -) - 北海道放送（HBCテレビ・HBCラジオ)・MBSラジオ・GAORA解説者兼

#### 競馬関連
九スポでの掲載は一日遅れる。三浦はJRA所属の現役騎手、蛯名は2021年（令和3年）2月まで騎手、同3月からは調教師であるため、騎乗停止・海外遠征等の場合は休載となる。
毎週連載
- 井崎脩五郎（ホースニュース・馬→フリー評論家） - ホースニュース馬が倒産廃刊後の2008年4月より「そりゃホントか井崎亭」（土曜）を連載中。当初は、サイン予想の天才という、よく行く鰻屋の女将を引き合いに出した予想を中心としていた。
- 蛯名正義（JRA騎手→調教師） - 「エビショウの"独舌"講座」（木曜）を連載中。
- 熊崎晴香（SKE48） - 2019年4月より「ハルカ 伸(の)るか!反(そ)るか!」（土曜）を連載中。
- 三浦皇成（JRA現役騎手） - 2008年から2016年8月まで「スマイル競馬」（金曜）を連載していた。落馬事故により戦線離脱したため一旦終了し、2017年8月の復帰後『帰ってきた三浦皇成』と改題の上再開。さらに『エボリューション 進化する三浦皇成』と改題し継続中。
- 田原成貴（元JRA騎手→JRA調教師→フリー評論家） - 東スポレースチャンネルでのライブ配信で「展開予想・パドック診断・反省会」を毎週末動画ライブ配信を行っている。
- 矢野吉彦（文化放送→フリーアナウンサー） - 『ウイニング競馬』メインレース実況担当。「矢野アナの実況席から勝つ馬が見えた」（土曜）を経て、現在は「地方競馬応援団」（火曜）を連載中。

GI開催週のみ連載
- 安藤勝己（元NAR→JRA騎手） - 本紙専属競馬評論家。「GIはアンカツに聞け!!」（木曜）を連載中。
- 祥子（グラビアアイドル） - 2015年10月より「競馬GI・10番勝負」（土曜・芸能面）を連載中。
- 田中将大（MLBニューヨーク・ヤンキース→楽天イーグルス→巨人） - 「ヤンキース田中将大のガチ予想」（土曜・2または3面）を連載中。
- 中村均（元JRA調教師・日本調教師会名誉会長→フリー評論家） - 東スポレースチャンネルにて毎G1レース毎に「馬体診断ベスト5」の動画配信を行っている。

不定期出演
- 安田隆行（元JRA騎手→調教師→フリー評論家） -　東スポレースチャンネルで不定期ではあるが、主にG1レースの出走前のレース寸評的な動画や、競馬関係者・元競馬関係者などとのコラボ対談動画の配信を行っている。

#### その他分野
- 上杉隆 - 藤本順一とともに「永田町特別ワイド」（土曜）を寄稿中。
- 襟川クロ - 映画評論家。「エリすぐり一本」（隔週木曜・芸能面）を連載中。
- 島地勝彦 - 「グラマラスおやじの人生智」（火曜）を連載中。
- 吉田たかよし - NHKを早期退職して医師に転向。最新の医学研究を紹介するコラム「日々是アンチエイジング」（水曜）を連載中。
- 渡辺広明 - マーケティングアナリスト、流通アナリスト、コンビニジャーナリスト。毎月1回「流通ウォッチャー渡辺広明のやらまいか!!」を連載中。

### 主な過去の寄稿者
- 朝井秀樹 - 野球評論家[注 40]
- 岡留安則 - ジャーナリスト、『噂の眞相』編集長。「マンデー激論」を月に1度担当。
- 柏木集保 - 競合の競馬専門紙『日刊競馬』編集長→同紙解説者。2025年1月まで渡辺と連名で「私たちはこう見た」を連載。渡辺の急死に伴い、後継世代に道を譲って退任。
- 菊池久 - 読売新聞東京本社→政治評論家。「永田町の熱闘」を1990年から2001年まで連載し、一部が単行本『佐川のカネ食った悪徳政治家 与野党汚染の恐るべき実態!』『巨悪を逃がすな!〈第2弾〉佐川のカネ食った悪徳政治家』にまとめられた。
- 小林繁 - 専属野球評論家[74]
- 郷原洋行 - 元JRA騎手→調教師→フリー評論家。「郷原洋行のGI指南」（土曜・2または3面）を連載。
- 近藤昭仁 - 元横浜ベイスターズ・千葉ロッテマリーンズ監督→野球評論家[注 41]。TBSテレビ『ザ・ベースボール』・TBSラジオ『エキサイトナイター』解説者兼
- 早乙女貢 - 直木賞作家。得意の時代小説分野で長年連載、『おれが百万石 前田慶次郎風流譚』などが有名。
- 坂口徹郎 - 男セン面の名物連載「玉門占い」を担当。
- 清水成駿 - 競合の競馬新聞『1馬』編集長→フリー評論家。1馬退社後の2003年から2016年に亡くなるまで「馬単三国志」（土曜・競馬面、夏競馬期間は除く）を連載。1馬時代に圧倒的なステータスを得ており、1面に掲載されることも多かった。
- 千葉茂 - 専属野球評論家[注 42]。1984年（昭和59年）、著書『巨人軍の男たち』を当社から上梓した。
- 土井正三 - 元読売ジャイアンツV9戦士→オリックス監督、専属野球評論家
- 遠山奬志 - 野球評論家（2015年 - 2019年）[注 43]
- 林義一 - 専属野球評論家
- 藤田紘一郎 - 東京医科歯科大学名誉教授。連載コラム「カイチュウ博士の虫のいどころ」は2800回を超える長期連載となった。晩年は「カイチュウ博士の健康四方山話」（火・木曜）を連載。
- 藤本義一 - 直木賞作家。コラム「のむ・うつ・ただ」（1973年）「日日日日」（2005年3月 - 2010年12月）を連載した。
- 松村香織（SKE48） - 2015年9月 - 2019年3月に「SKE48の暴れ馬 松村香織の炎上予想」（土曜・競馬面）を担当。熊崎と交代し連載を終了した。
- レオ澤鬼 - 「玉門占い」のイラストを担当。

## ミス東スポ
2012年から開催される東京スポーツ主催のミスコンテスト。例年4月から年末まで撮影会等の集客数を競い合い選出される。受賞後は翌年のプロレス大賞授賞式を皮切りに、1年間東スポの関わる競馬やボートレースなどのイベントに広く関わる。

### 2012年度
- グランプリ：木嶋のりこ、櫻井りか、市川みき[81]

### 2013年度
- グランプリ：黒沢美怜、軽辺るか、上林英代[82]

### 2014年度
- グランプリ：藤田恵名、ももゆい、宇色まりな[83]

### 2015年度
- グランプリ：璃乃、星優姫、城田あや[84]
- 特別賞：森江朋美、川奈ゆう

### 2016年度
- 前期グランプリ：佐藤美優、桜井奈津[85]
- 後期グランプリ：Saasha、藤井奈々
- 特別賞：麻倉まりな

### 2017年度
- グランプリ：日里麻美、山下真利、桜木まな美[86]
- 特別賞：まなせゆうな、矢野冬子

### 2018年度
- グランプリ：嶋村瞳、奥川チカリ、中野聖子[87]
- 準グランプリ：二宮さくら
- 特別賞：丸吉佑佳

### 2019年度
- グランプリ：竹村佳奈、スーパーあずさ2号、あいだあい[88]
- 準グランプリ：小林マイカ
- 特別賞：月神まりな

### 2020年度
- グランプリ：緑川ちひろ、川瀬杏南、安井まゆ[89]
- 準グランプリ：空条のん[90]
- 特別賞：枢木むつ

### 2021年度
- グランプリ：ねむ部長[91]、ツジ・ルイス[92]、山野さとみ[92]
- 準グランプリ：星奈美紗希
- 特別賞：西原綾美

### 2022年度
- グランプリ：渡辺ありさ、朝日奈ゆう、野々のん[93]
- 準グランプリ：咲菜月
- 特別賞：百野綾華

### 2023年度
- グランプリ：葵井えりか、岡里捺李[94]
- 準グランプリ：酒井優衣
- 特別賞：蔡晴星
- グラビア特別賞：明永凜花

### 2024年度
- グランプリ：古川聖奈[95]
- 準グランプリ：理依奈、朱華
- 公営競技・特別賞：杏樹宝[96]
- SNS・メディアPR賞：幕田みゆ[97]、池田ゆうな[98]

### 2025年度
- グランプリ：心愛[99]
- 準グランプリ：髙橋七瀬[100]、絹岡ぬー子
- 審査員特別賞：堀このみ[101][102]、竹森みこ、清水美早
- SNS・メディアPR賞：髙橋七瀬（準グランプリとW受賞）

## 東京スポーツを題材としたもの

### 楽曲
- ラブユー東京スポーツ（作詞・作曲・歌：なぎら健壱） - 1985年3月21日発売のアルバム『青春ラリアート』に収録。1985年5月にシングルカット。
- 東スポワルツ（作詞・作曲・歌：なぎら健壱）
- 東スポ博士（作詞・作曲・歌：なぎら健壱）
  - 2曲とも東京スポーツの創刊50周年記念曲。2010年にこの2曲を収録したシングルCDとして発売。2013年7月24日に再発。
- 東スポソング（作詞・作曲・歌：藤田恵名） - 2014年10月29日発売のシングル『ユメヒコウセン』に収録。表題曲も先行配信していた同曲の歌詞違い。藤田はミス東スポ2014受賞者である[103]。

### 書籍
- 東スポ伝説〜一面見出し、そこは一行の劇場だ〜（東スポ探検隊編、扶桑社、1991年）
- 東スポの戯法〜爆笑見出しの知の理論（海保博之監修、ワニブックス、1995年）
- たけしの「号外」!! - 東スポ客員編集長北野武問題発言集 '91-'98 （ビートたけし著、洋泉社、1998年）
- 東スポ黄金伝説（赤神信著、太陽出版、2006年） - 元東スポ記者が東スポの歴史を記した本。冒頭には「平成10年ごろの東スポ社員の年収は45歳・平社員でも3000万円近かった」とある。